# Eric Gerets
Eric Gerets, född 18 maj 1954, är en belgisk före detta professionell fotbollsspelare och numera tränare. Mellan 1975 och 1991 spelade han 86 matcher för det belgiska landslaget.

## Meriter
- Tränare
  - Turkisk ligamästare: 2005-2006
- Landslagsspelare
  - VM i fotboll: 1986 (semifinal), 1990

## Tränaruppdrag
- Tränare för Al Jazira Club (2014-2015)
- Tränare för Lekhwiya SC (2012-2014)
- Tränare för Marockos herrlandslag (2010-2012)
- Tränare för Al-Hilal (2009-2010)
- Tränare för Olympic Marseille (2007-2009)
- Tränare för Galatasaray SK (2005-2007)
- Tränare för VfL Wolfsburg (2004-2005)
- Tränare för FC Kaiserslautern (2002-2004)
- Tränare för PSV Eindhoven (1999-2002)
- Tränare för Club Brugge KV (1997-1999)
- Tränare för Lierse SK (1994-1997)
- Tränare för RFC Liège (1992-1994)